# 多洛雷斯·伊巴露丽
伊西多拉·多洛雷斯·伊巴露丽·戈麦斯（1895年12月9日—1989年11月12日）是著名的西班牙女性国际共产主义运动活动家，以“热情之花”之名闻名于世。

## 生平

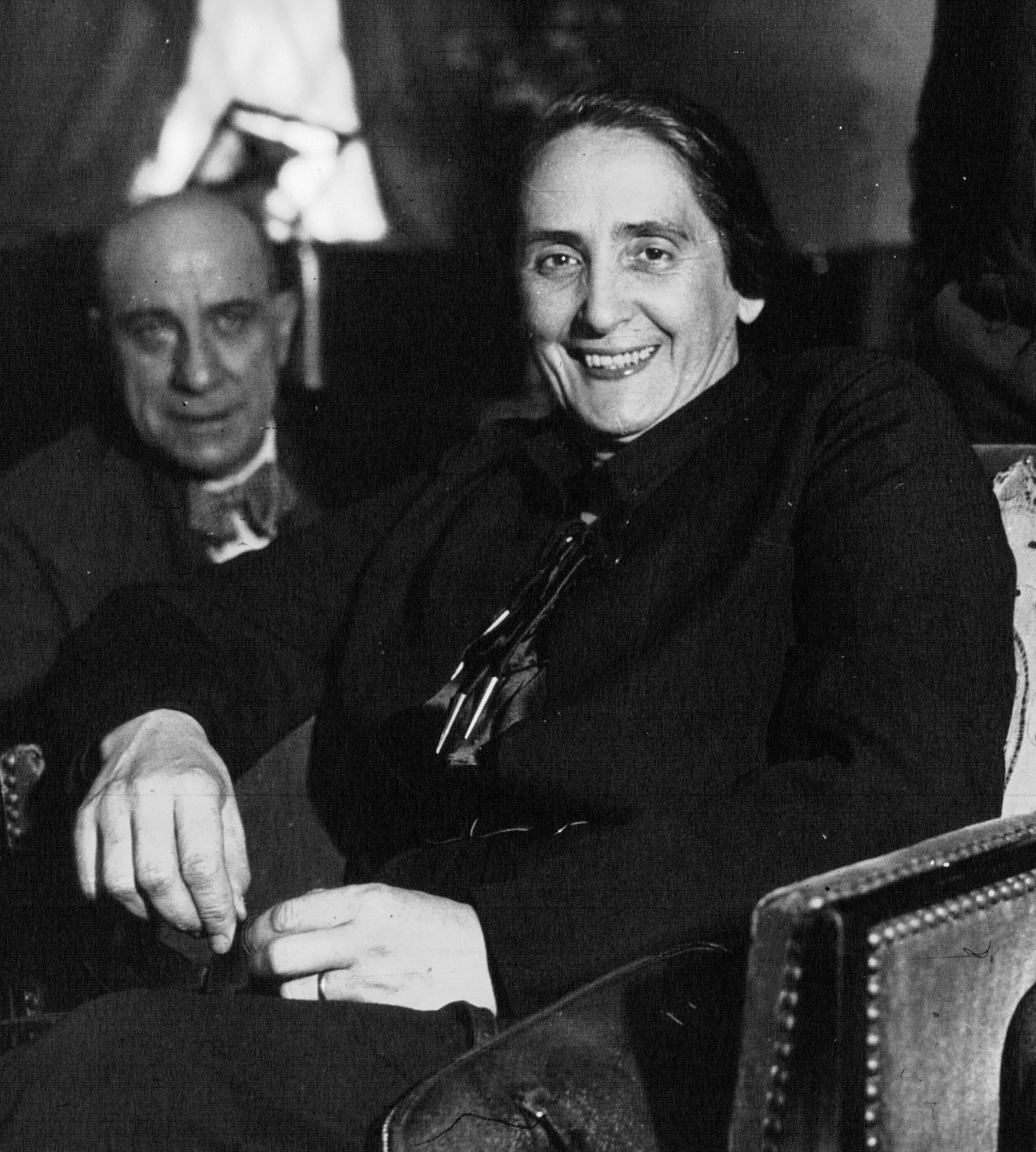
1936年的多洛雷斯·伊巴露丽

1895年12月9日，她出生于西班牙北部比斯开省加拉塔的一个矿工家庭。1910年，15岁时，因家贫而被迫放弃学业，当时她已经完成进入师范学校学习的预科课程。后来，做过女仆，当过矿工，1917年，加入西班牙工人社会党。1920年，参与创建西班牙的共产党（1921年，该党和西班牙共产主义工人党合并为西班牙共产党）。她常以“热情之花”为笔名宣传革命思想，曾6次被捕。1930年，她当选为西共中央委员。1931年－1936年，她任西班牙国会议员，1937年任国会副议长。1934年，她参加阿斯图里亚斯地区反法西斯起义，同年参与创建反法西斯妇女组织。
1936年－1939年西班牙内战时期，她参与领导西班牙人民反对法西斯叛乱的斗争。在西班牙内战的马德里保卫战中，她在一次演讲上提出了著名的口号“他们绝不能通过”。她还有一句名言：“宁可站着死，绝不跪着生！”1939年，西班牙共和国被颠覆后，她流亡国外。1942年，她当选为西共总书记，1960年改任西共主席。她还担任过世界和平理事会副主席和国际民主妇女联合会名誉主席。她在流亡国外38年后，于1977年西班牙民主后回国。1979年，西班牙共产党重返议会，她被选为众议院副议长。
1989年11月12日，伊巴露丽在马德里一所医院病逝，享年93岁。11月16日，西班牙共产党在马德里为多洛雷斯举行了盛大的葬礼，西班牙各界人士及群众数十万人及约80个国家的共产党代表团参加。西共致以这样的悼词：“伊巴露丽，安息吧。你没有死，你仍活在千千万万爱戴你的人的心中”。西班牙著名诗人拉法埃尔·阿尔维蒂写了一首献给伊巴露丽的诗。诗中说：“你不仅仅是一位母亲、一位大姐，而且是工人阶级的化身。”

## 家庭
伊巴露丽育有子女六人，一位女儿与斯大林的养子阿爾喬姆·費奧多羅維奇·謝爾蓋耶夫结婚。

## 著作
伊巴露丽著有《唯一的道路》、《在斗争中》、《多民族的西班牙国家》、《西班牙战争与革命》和《热情之花回忆录》等书。

## 图片

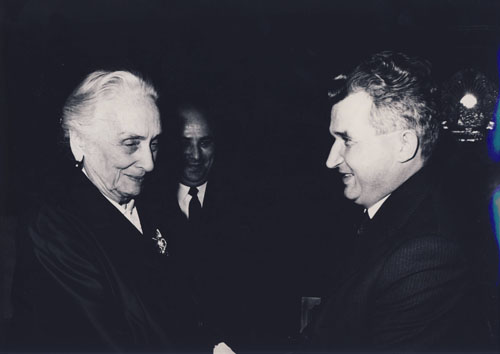
1972年，伊巴露丽与罗马尼亚共产党总书记尼古拉·齐奥塞斯库在布加勒斯特会面
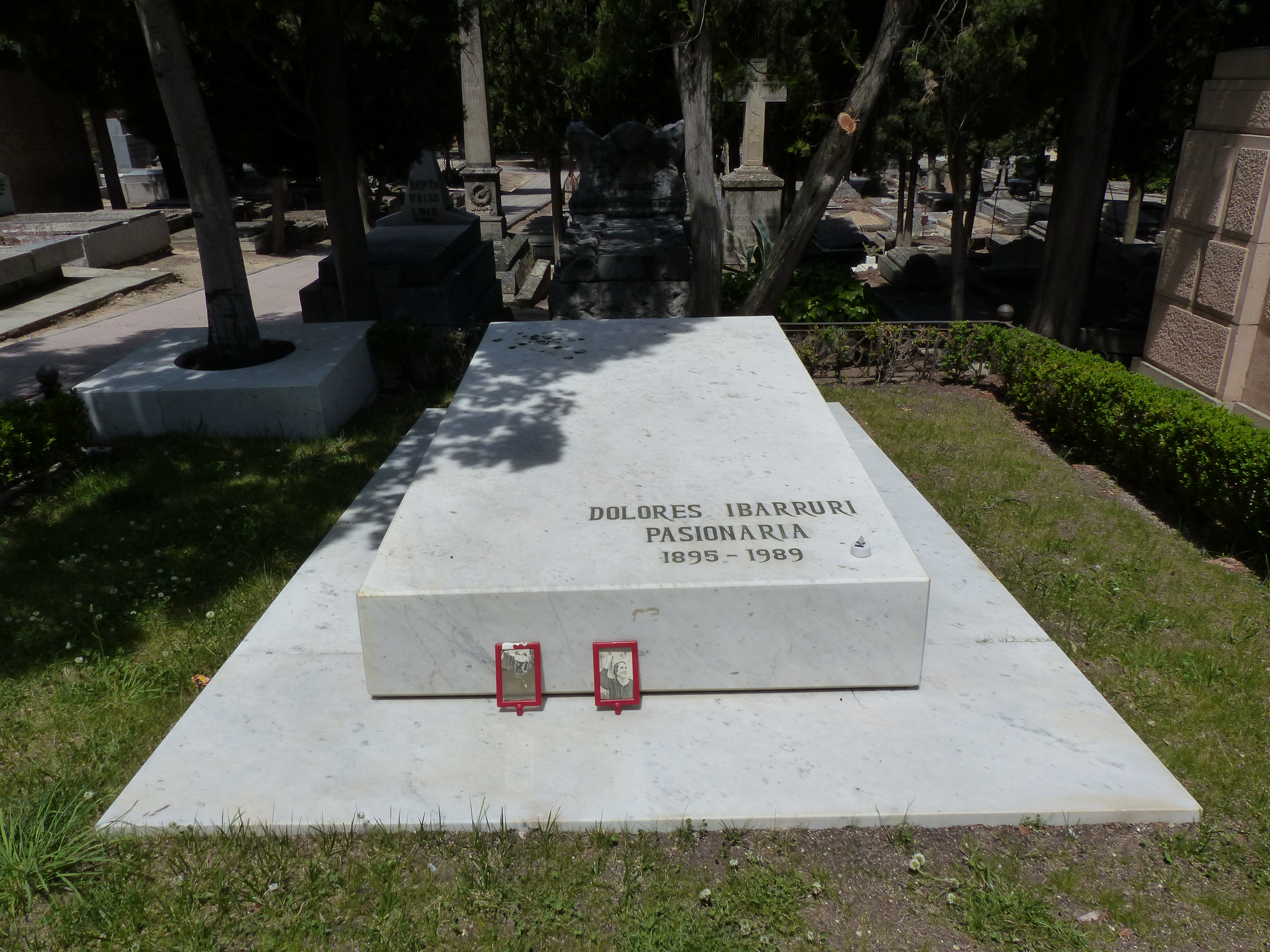
马德里公墓
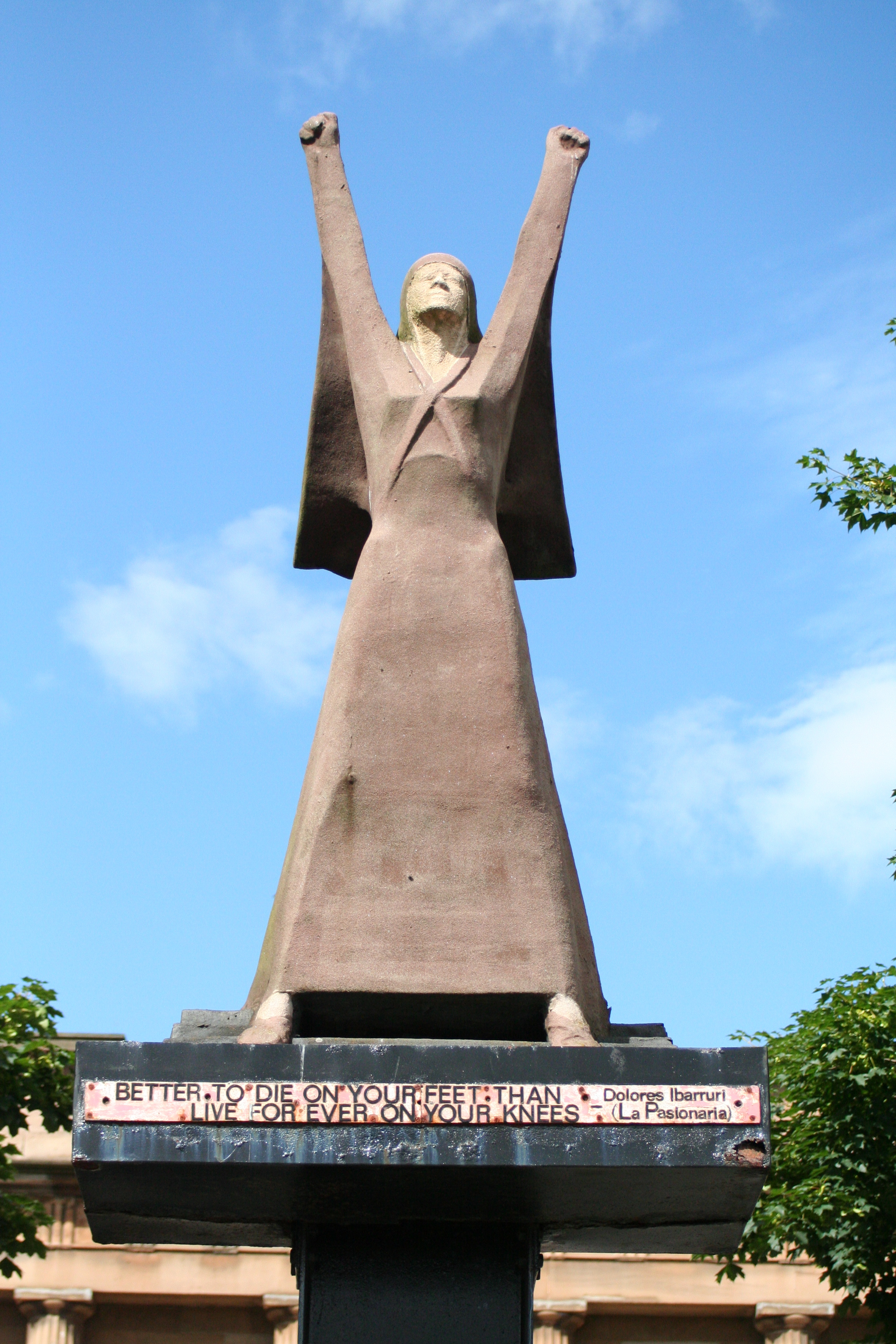
苏格兰格拉斯哥的“热情之花”雕像
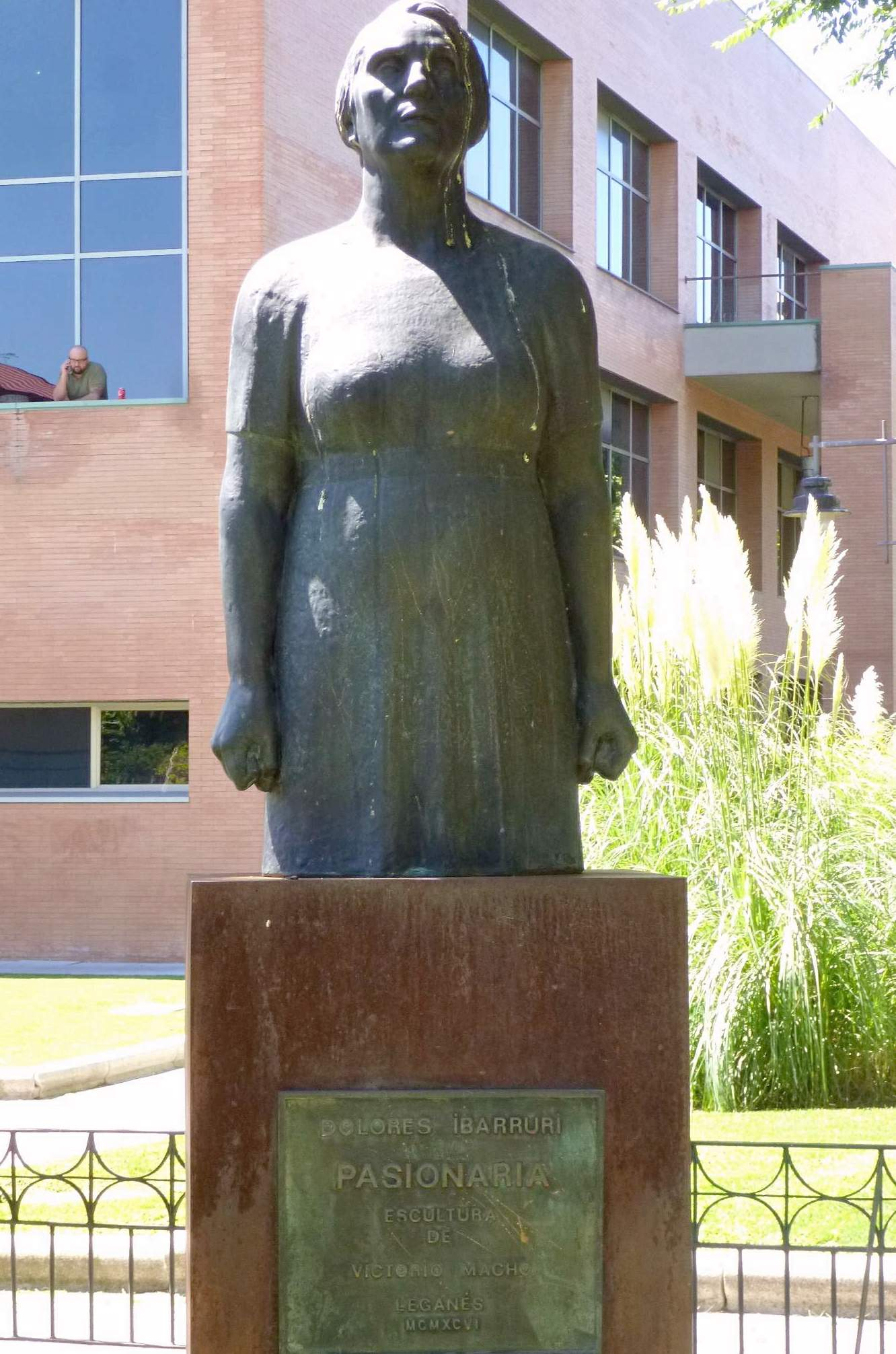
马德里自治区萊加內斯的雕像
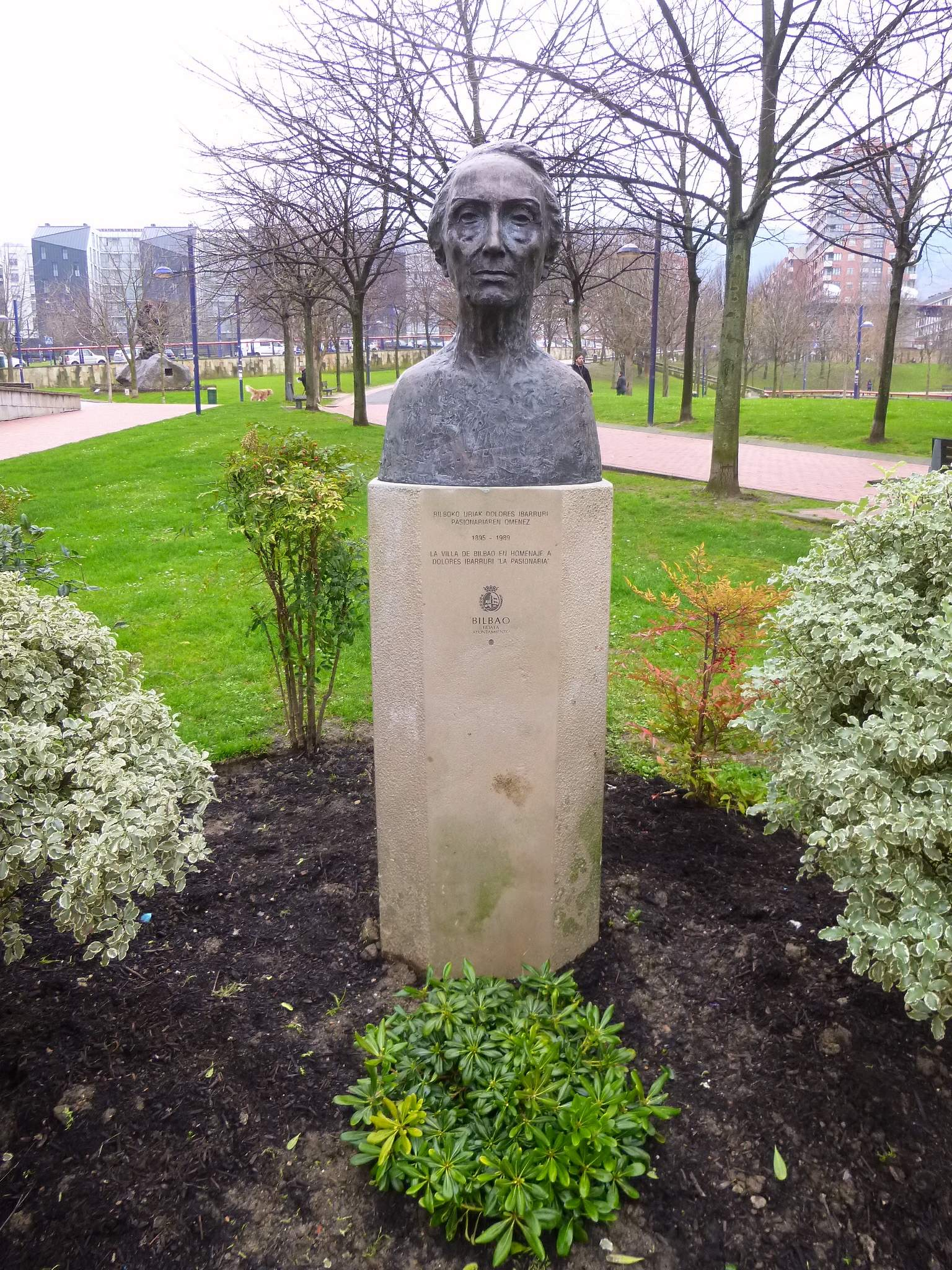
巴斯克自治区毕尔巴鄂的雕像